# Colby Granstrom
Colby Granstrom (* 21. September 1990 in Everett, Washington) ist ein ehemaliger US-amerikanischer Skirennläufer. Der Allrounder startete in allen Disziplinen.

## Biografie
Granstrom wohnt in Lake Stevens, nördlich von Seattle, und stand im Alter von zwei Jahren zum ersten Mal auf Skiern. Seine ersten Rennen bestritt er als Fünfjähriger im Skigebiet am Stevens Pass. 2003 gewann er als Zwölfjähriger den Slalom und den Riesenslalom im Whistler Cup, einem Nachwuchswettbewerb für Kinder von 11 bis 14 Jahren. Zwei Jahre später siegte er erneut im Slalom. Nach Erreichen des Alterslimits bestritt Granstrom als 15-Jähriger im Dezember 2005 seine ersten FIS-Rennen, die ersten Siege folgten im Februar 2007. Nach seiner Aufnahme in den Nachwuchskader des US-amerikanischen Skiverbandes ist er seit der Saison 2007/08 auch im Nor-Am Cup am Start. Die ersten Top-10-Platzierungen in dieser Rennserie erreichte er im Winter 2008/09. Zweimal nahm Granstrom an Juniorenweltmeisterschaften teil. Während 2009 ein 19. Platz im Super-G sein bestes Resultat war, gewann er 2010 mit den Plätzen sieben im Slalom, elf im Riesenslalom und 15 in der Abfahrt die Goldmedaille in der Kombination.
Im Jahr 2010 stieg Granstrom vom Nachwuchs- in den C-Kader auf. Am 14. November 2010 nahm er im Slalom von Levi erstmals an einem Weltcuprennen teil, scheiterte aber an der Qualifikation für den zweiten Durchgang. Knapp einen Monat später gewann er sein erstes Rennen im Nor-Am Cup, eine Super-Kombination in Panorama. Mit weiteren sechs Podestplätzen erreichte er in der Saison 2010/11 den zweiten Platz in der Gesamt- und in der Slalomwertung, Rang drei in der Super-Kombinations-Wertung und jeweils Platz vier im Super-G- und Riesenslalomklassement. Im April 2011 wurde er US-amerikanischer Meister im Slalom. Am 22. Januar 2012 gewann Granstrom mit Platz 24 beim Hahnenkamm-Slalom in Kitzbühel zum ersten Mal Weltcuppunkte. Im Nor-Am Cup fuhr er in der Saison 2011/12 in drei Slaloms auf das Podest, womit er Fünfter in der Disziplinenwertung und Achter im Gesamtklassement wurde.
Nach der Saison 2013/14 beendete Granstrom seine Karriere.

## Erfolge

### Weltcup
- 2 Platzierungen unter den besten 30

### Weltcupwertungen
| Saison  | Gesamt | Gesamt | Slalom | Slalom |
| Saison  | Platz  | Punkte | Platz  | Punkte |
| ------- | ------ | ------ | ------ | ------ |
| 2011/12 | 131.   | 7      | 49.    | 7      |

### Nor-Am Cup
- Saison 2008/09: 4. Super-Kombinations-Wertung
- Saison 2009/10: 6. Super-Kombinations-Wertung
- Saison 2010/11: 2. Gesamtwertung, 2. Slalomwertung, 3. Super-Kombinations-Wertung, 4. Super-G-Wertung, 4. Riesenslalomwertung
- Saison 2011/12: 8. Gesamtwertung, 5. Slalomwertung
- Saison 2012/13: 4. Slalomwertung
- Saison 2013/14: 10. Gesamtwertung, 1. Slalomwertung

- 16 Podestplätze, davon 4 Siege:

| Datum             | Ort      | Land   | Disziplin         |
| ----------------- | -------- | ------ | ----------------- |
| 12. Dezember 2010 | Panorama | Kanada | Super-Kombination |
| 16. März 2013     | Calgary  | Kanada | Slalom            |
| 6. Februar 2014   | Stowe    | USA    | Slalom            |
| 15. März 2014     | Calgary  | Kanada | Slalom            |

### Juniorenweltmeisterschaften
- Garmisch-Partenkirchen 2009: 19. Super-G, 20. Slalom, 27. Abfahrt
- Mont Blanc 2010: 1. Kombination, 7. Slalom, 11. Riesenslalom, 15. Abfahrt, 39. Super-G

### Weitere Erfolge
- 1 US-amerikanischer Meistertitel (Slalom 2011)
- 11 Siege in FIS-Rennen